# Sphagnum magellanicum

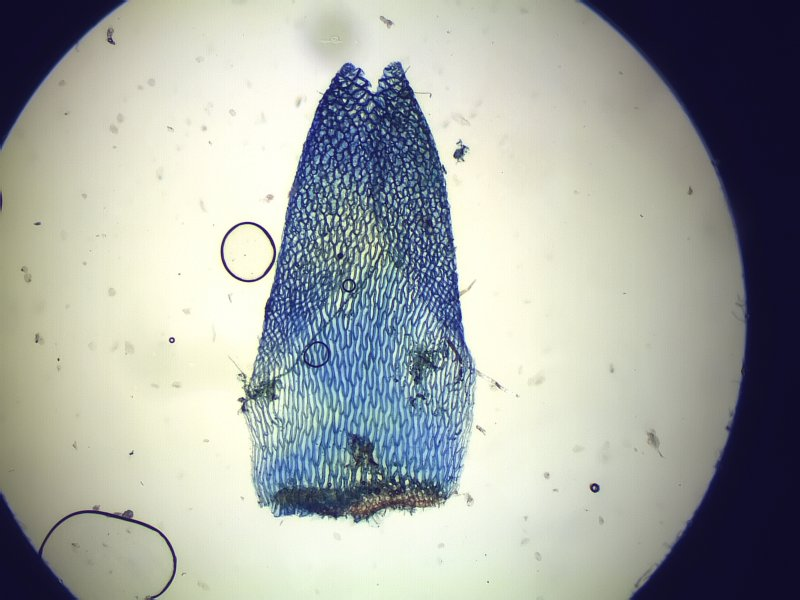
Stammblatt

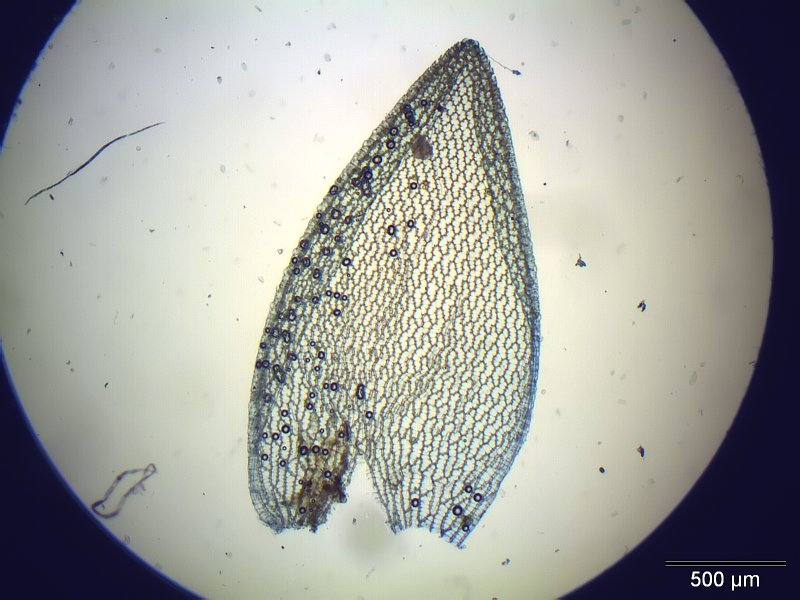
Astblatt

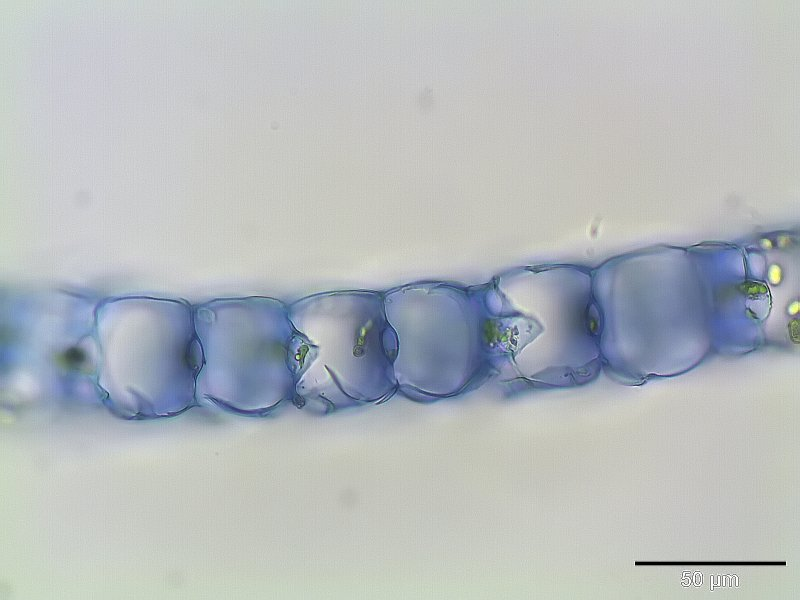
Querschnitt durch das Astblatt

Sphagnum magellanicum ist ein zur Gattung Sphagnum, Sektion Sphagnum, zählendes Torfmoos und durch seine rötliche Färbung und die auffällig großen Blätter leicht erkennbar. Es wird im deutschen Sprachraum hauptsächlich „Magellans Torfmoos“ oder „Mittleres Torfmoos“ genannt. Es wurde von den Mitgliedern der Bryologisch-lichenologischen Arbeitsgemeinschaft für Mitteleuropa e. V. (BLAM) zum Moos des Jahres 2016 gewählt.

## Merkmale
Sphagnum magellanicum bildet bis 20 cm lange Pflanzen, die matt dunkel- oder bläulichrot, purpurn bis tief purpurrot oder karminrot gefärbt sein können und deren rote Farbe durch Sphagnorubine verursacht wird. Gelegentlich treten auch grünliche Pflanzen auf. Sie wachsen stets in Polstern oder formen Bulte. 4 bis 5 Äste treten in Büscheln zusammen, wovon 2 oder 3 Äste abstehen. Die anderen hängenden Äste liegen dicht am Stämmchen an.
Die schwach-faserige, dünnwandige Epidermis des Stammes ist meist 4-schichtig, wobei die Außenwände meist 1 oder 2 (selten bis 4) kleine Löcher aufweisen. Die Sklerodermis ist rötlich, rotbraun oder purpurn. Die flachen, fast rechteckigen, zungenförmigen Stammblätter liegen dicht am karminroten Stämmchen an und weisen keine Blattflügelzellen auf.
Die hohlen, lanzettlichen Astblätter laufen in eine breite, gerundete Spitze aus. Sie liegen an den Ästchen meist dachziegelig an. Nur selten sind sie leicht abstehend. Die Hyalocyten haben auf der Blattinnenfläche große, runde Poren in der Nähe der Seitenränder. Auf der Außenseite stehen die Poren zu zweit oder zu dritt zusammen. Die kleinen, elliptisch geformten Chlorocyten sind gewöhnlich glatt, erscheinen im Astblattquerschnitt zentriert und werden von den großen Hyalocyten völlig eingeschlossen.
Eine Verwechslungsgefahr besteht eigentlich nur mit rötlichen Formen von Sphagnum palustre. Im Querschnitt der Astblätter lässt es sich durch die zentrierte Stellung der Chlorocyten jedoch eindeutig unterscheiden.

## Verbreitung und Standort
Sphagnum magellanicum ist zirkumpolar verbreitet und kommt in ganz Mitteleuropa vor. Das Torfmoos ist kennzeichnend für die zentralen Bereiche intakter, ombrotropher Regenmoore, wo es auf sogenannten Bulten wächst beziehungsweise diese formt. Heute ist es vor allem in nicht zu stark entwässerten Hochmoorresten verbreitet. Selten ist es an der Bildung von Schwingrasen beteiligt. Sein pH-Optimum liegt im sehr sauren Bereich zwischen 2 und 4,5. Daneben ist das Mittlere Torfmoos in stark sauren Zwischenmooren und in Moorwäldern zu finden. Das Torfmoos erträgt eine Beschattung in gewissem Umfang, bleibt dann aber meist grün. Es bevorzugt gleichmäßig durchfeuchtete Torfböden und meidet länger überstaute Flächen. Gegenüber zeitweiliger Austrocknung ist es relativ unempfindlich und regenerationsfähig.
Das Mittlere Torfmoos ist die Kennart der Pflanzengesellschaften der Hochmoorbulten-Gesellschaften (Oxycocco-Sphagnetea). Typische Begleitmoose sind das Rötliche Torfmoos (Sphagnum rubellum), das Schmalblättrige oder Kurzblättrige Torfmoos (Sphagnum angustifolium), das Trügerische Torfmoos (Sphagnum fallax), das Braune Torfmoos (Sphagnum fuscum) oder Girgensohns Torfmoos (Sphagnum girgensohnii).

## Gefährdung und Schutzmaßnahmen
Sphagnum magellanicum wird durch die Zerstörung der Lebensräume gefährdet.
Auf europäischer Ebene wird die Art wie alle Torfmoose in der Fauna-Flora-Habitat-Richtlinie (kurz FFH-Richtlinie) mit der Möglichkeit der Ergreifung von Schutzmaßnahmen versehen, die Entnahme oder Nutzung regeln können (Anhang V) und die Einrichtung von Schutzgebieten vorschreiben (Anhang I).
Im deutschen Bundesrecht wird die Art – wieder wie alle Torfmoose – in der Anlage 1 der Bundesartenschutzverordnung – kurz BArtSchV – geführt und damit unter besonderen Schutz gestellt. Die Bundesrepublik Deutschland beurteilt die Art bundesweit in der Gefährdungskategorie 3 als gefährdet.